# Пјано ди Рокета (Анкона)
Пјано ди Рокета (итал. Piano di Rocchetta) насеље је у Италији у округу Анкона, региону Марке.
Према процени из 2011. у насељу је живело 8 становника. Насеље се налази на надморској висини од 541 м.